# Liste des communes de Mauritanie
Les communes de Mauritanie sont au nombre de 216. Les maires sont élus depuis 1986.

## Institutions
Le régime juridique applicable aux communes est celui qui découle de l'ordonnance no 87-289 du 20 octobre 1987 abrogeant et remplaçant l'ordonnance no 86-134 du 13 aout 1986 instituant les communes,.
Selon les articles 7 et 126 de cette ordonnance, le nombre de conseillers municipaux est le suivant :
| nombre d'habitants de la commune | nombre de conseillers municipaux |
| -------------------------------- | -------------------------------- |
| jusqu'à 1000                     | 9                                |
| 1001 à 3000                      | 11                               |
| 3001 à 5000                      | 15                               |
| 5001 à 10 000                    | 17                               |
| 10 001 à 20 000                  | 19                               |
| 20 001 et plus                   | 21                               |
| Cas particulier de Nouakchott    | 37                               |

Ils sont élus pour 5 ans au suffrage universel direct par les hommes et les femmes de plus de 21 ans (article 93) et élisent en leur sein le maire et les adjoints (article 36).

## Liste

### Communes urbaines

#### Communes urbaines à vocation agricole, pastorale, agropastorale
Adel Bagrou, Chami, Aéré M'Bar, Aghchorguitt, Aïn Ehel Taya, Aïoun El Atrouss, Ajar, Aleg, Amourj, Aoueinat Ezbel, Aoujeft, Arr, Atar, Azgueilem Tiyab, Bababé, Barkewol, Bassikounou, Bathet Moit, Boghé, Bakhel, Boulahrath, Bougadoum, Bouhdida, Boulenouar, Boully, Boumdeid, Bousteille, Boutilimit, Cheggar, Chinguetti, Dafort, Daghveg, Dar El Barka, Djonaba, Djewol, Djiguenni, El Ghabra, El Ghayra, Fassale, Foum Gleita, Ghabou, Gouraye, Guever, Guerou, Hamed, Hassi Cheggar, Jedr El Moubghuen, Modibougou, Kaédi, Kamour, Kankossa, Keur Macène, Kobenni, Koumbi Saleh, Lahraj, Legrane, Laweissi, Lexeiba 1, Maghama, Magta-Lahjar, Mal, M'Bagne, M'Balel, M'Bout, Mederdra, Monguel, Moudjeria, Nbeika, Ndiago, Néma, Niabina, Noual, Ouad Naga, Ouadane, Oualata, Oudey Jrid, Ould Yengé, R'Dheidhi, R'Kiz, Sangrave, Sélibabi, Soudoud, Tachott, Tamchekett, Tawaz, Tékane, Tichitt, Tidjikdja, Tiguent El Jedid, Timbedra, Timzine, Tintane, Touil (Chargui), Touil (Gharbi), Toufoundé Civé, El Wahatt, Wompou.

#### Communes urbaines à vocation industrielle et commerciale
Arafat, Bennechab, Choum, Dar Naim, El Mina, Kiffa, Ksar, Nouadhibou, Riyadh, Rosso, Sebkha, Tevragh Zeïna, Teyareth, Toujounine, Zouerate.

### Communes rurales

#### Communes rurales à vocation agricole, pastorale, agropastorale
Achemine, Egharghar, Aghoratt, Agoueinit, Aïn Savra, Aïn Farba, Ajouir, Aouleigatt, Aweinatt Thall, Bagodine, Baydam, Bangou, Bareina, Beilouguet Litame, Beneamane, Beribavar, Blajmil, Bei Taouress, Bouanzé, Boubacar Ben Amer, Boutalhaye, Chelkhet Tiyab, Daw, Dar El Aviya, Devaa, Dhar, Diadjibine Gandéga, Djellwar, Dolol Civé, Doueirare, Edbaye El Hijaj, Edbaye Ehl Guelaye, Egjert, El Ariye, El Khat, El Medah, El Megve, El Melgue, El Moyesser, El Verae, Elb Adress, Feirenni, Ganki, Ghlig Ehl Beye (Gharbi), Ghlig Ehl Beye (Chargui), Gougui Ehl Zemal, Guetae Teidoume, Hassi Abdallah, Hassi Etile, Hassi Ehl Ahmed Bechne, Hassi M'Hadi, Hsey Tin, Inal, Jerif, Kouroudjel, Ksar El Barka, Laftah, Lagueila, Lahrach, Lehreijat, Lehseira, Lekhcheb, Leaweinat, Lexeiba 2, Maaden El-Irvane, Mabrouk, El Mabrouk (Chargui), El Mabrouk (Gharbi), Melzem Teichet, Modibougou, N'Savenni, Nebaghiya, Néré Walo, Nouamline, N'Teichet, N'Terguent, Ouad Emour, Ould Biram, Ould M'Bonny, Oum Avnadech, Oum Lahyad, Radhi, Sagné, Sani, Sava, Souvi, Taguilalet, Terguent Ehl Moulaye Ely, Tektake, Tenaha, Ten Hamadi, Tensigh, Tikobra, Tenghadi, Tmeimichatt, Tokomadji, Toulel, Voulaniya, Vréa Litama, Wali Djantang.

#### Commune rurale de pêcheurs
Nouamghar